# Кинематограф Албании
Кинематограф Албании (алб. Kinemaja Shqiptare) — отрасль культуры и экономики Албании, занимающаяся производством и демонстрацией фильмов зрителям.

## Ранний период (1911—1944)

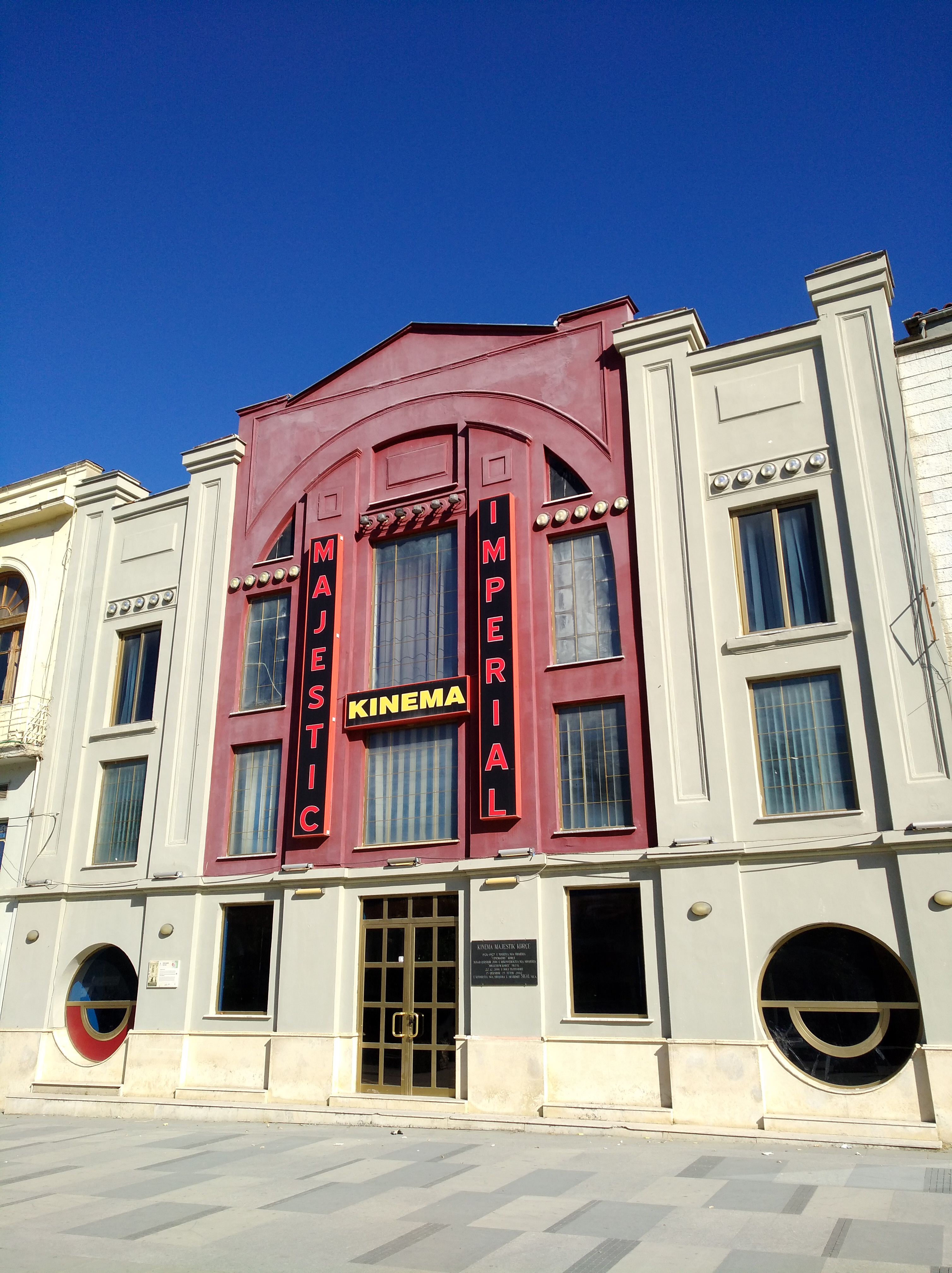
Кинотеатр в Корче

Первые албанские фильмы были документальными лентами, снятыми иностранными кинооператорами, первый такой фильм был посвящён научному конгрессу в Битоле 1908 года, который утвердил албанский алфавит.
Первые публичные демонстрации кинофильмов в Албании состоялись в 1911—1912 годах в Шкодере и Корче, где демонстрировались исключительно иностранные фильмы, одним из них была чёрная комедия «Благонадёжный Пэдди» — история загробной жизни человека, который был не в состоянии присутствовать на собственных похоронах. После первой мировой войны в городах Албании — Влёре, Тиране, Берате и других стали строиться кинотеатры и развиваться частный кинопрокат. До 1940-х годов производство собственных фильмов в Албании отсутствовало.

## Коммунистический период (1945—1992)

Обложка для DVD фильма «Великий воин Албании Скандербег»

В 1945 году коммунистическое правительство Албании основало Албанский институт кинематографии, который в 1952 году был реорганизован в киностудию «Новая Албания» (с начала 1990-х — Албфильм). До конца 1940-х годов в стране выпускались только хроникальные ленты, с начала 1950-х стало развиваться документальное кино, вышли такие фильмы как «Свет над Албанией», «Фестиваль народной песни», «Албания, цвети» (вместе с СССР), «Славный путь». В 1954 году, совместно с советскими кинематографистами, был снят первый албанский художественный фильм «Великий  воин Албании Скандербег» (режиссёр — С. И. Юткевич), который вошёл в число призёров Каннского кинофестиваля 1954 года (номинация — «Особое упоминание»). Другие известные албанские фильмы 1950-х — «Её сыновья» (алб. Fëmijët e saj, 1957, режиссёр Х. Хакани) и «Тана» (1958, режиссёр Криштач Дамо). «Тана» — любовная мелодрама, известна как первый албанский фильм, в котором есть сцены поцелуев. В 1960 году совместно с болгарскими кинематографистами был снят научно-популярный фильм «Песнь Розафы» (режиссёры — И. Пандо, Ю. Арнаудов).
В 1960-х годах в Албании выпускались в основном фильмы на тему Второй мировой войны и борьбы с итальянскими и немецкими оккупантами и носили в основном пропагандистский характер. Самые известные кинорежиссёры того периода — Димитер Анагности, Виктор Гжика, Гёзим Эребара и Пиро Милкани.
В 1970-х годах в силу изоляционистской политики режима Э. Ходжи произошло резкое сокращение количества зарубежных фильмов в албанском прокате, а собственное кинопроизводство составляло 5-6 картин в год, к концу 1970-х оно дошло до 8-10 картин в год, а в 1980-е — до 14 фильмов в год. К 1990 году в Албании было произведено в общей сложности около 200 фильмов.
Среди фильмов 1970-х годов известность получили комедии «Капитан» (1972, режиссёры Фехми Хошафи и Мухарем Фейджо) и «Бени ходит сам» (1975, режиссёр Джанфисе Кеко). Наиболее известными кинорежиссёрами 1970-х были Рикард Лярья, Саймир Кумбаро, Ибрагим Мучай, Криштак Митро и Эсат Мислю. Этот период также отмечен началом производства телевизионных фильмов, таких как «Дорога к грамоте» режиссёра В. Прифти (1978). В 1980-е годы вышли на экраны такие фильмы как «Лицом к лицу», режиссёры Кюштим Чашку и Пиро Милкани (1979); Тёплые руки (алб. Dora e ngrohtë), режиссёр К. Чашку (1983), Эпоха великих зорь (алб. Agimet е stinës SE madhe), режиссёр А. Минга (1981), Давнее время (алб. Kohe е largët), режиссёр С. Печани (1983) и Струна для скрипки (алб. Tela për violinë), режиссёр Б. Капексю (1987).
В 1970-80-х годах было снято также 20-40 документальных фильмов пропагандистского характера, в это время появилась также албанская мультипликация, в частности мультфильм «Зана и Мири» режиссёров В. Дробонику и Т. Васо (1975); в год выпускалось около 16 мультфильмов. К концу 1980-х годов в Албании было более 450 кинотеатров, но большая часть оборудования в них морально и физически устарела.

## Посткоммунистический период (с 1992)
В 1990-х, переход к демократической форме государственного устройства привёл к большим изменениям в албанском кинематографе. Киностудия «Новая Албания» распалась на ряд мелких частных студий, где фильмы снимали албанские режиссёры, а также иностранные, совместно с новым Национальным центром кинематографии (алб. Qendra Kombëtare е Kinematografisë). У албанских зрителей заметна ностальгия по старым албанским фильмам, пропагандистские аспекты которых воспринимаются скорее с юмором, чем с гневом.
Среди албанских фильмов последних лет наибольшей популярностью пользуются такие ленты как «Полковник Бункер» (алб. Kolonel Bunker), «Слоганы» (алб. Parullat), «Тирана, нулевой год» (алб. Tirana viti 0) и другие.
В конце 1990-х в Албании построен ряд современных кинотеатров (как, например, «Миллениум» в Тиране), где демонстрируются в основном западные (преимущественно американские) фильмы .
В 2010 году в Москве на XXXII Международном кинофестивале германо-албанский фильм «Албанец» Йоханнеса Набера получил спецприз жюри «за честную и трогательную форму», а исполнитель главной роли Ник Хелилай — «Серебряного Георгия» за лучшую мужскую роль. Герой фильма — гастарбайтер, после того, как от него забеременела односельчанка, он вынужден уехать на заработки в Германию, чтобы жениться на любимой, и, пережив массу приключений, в том числе и криминального характера, возвращается на родину.